# Lyphard
Lyphard, född 10 maj 1969 i Pennsylvania, död 10 juni 2005 i Kentucky, var ett engelskt fullblod, mest känd för att ha blivit en framgångsrik och viktig avelshingst.

## Karriär
Lyphard var en brun hingst efter Northern Dancer och under Goofed (efter Court Martial). Han föddes upp av J. O. Burgwin och ägdes av Germaine Wertheimer. Han tränades av Alec Head. Under sin tävlingskarriär tävlade Lyphard i Frankrike, Irland och England.
Lyphard auktionerades ut som ettåring vid november månads Keeneland Sale, och köptes av Tim Rogers, en hästägare från Irland, som sedan sålde honom på auktion i Newmarket i England. Där köpte den berömda franska tränaren och uppfödaren Alec Head honom på uppdrag av Madame Germaine Wertheimer, änka efter den framstående franska ryttaren och ägare till det berömda Chanelhuset, Pierre Wertheimer. Germaine Wertheimer gav Lyphard sitt namn för att hedra den ukrainskfödde franska balettdansösen och koreografen Serge Lifar. 
Lyphard sprang in totalt 202 332 dollar på 12 starter, varav 6 segrar och 1 andraplats. Han tog karriärens största segrar i Prix Herod (1971), Prix Daru (1972), Prix Jacques Le Marois (1972), Prix Lagrange (1972) och Prix de la Forêt (1972)

### Som avelshingst
Lyphard avslutade sin tävlingskarriär efter säsongen 1972 och stallades upp som avelshingst på Haras d'Etreham nära Bayeux i Normandie. Där blev han far till bland annat stoet Durtal (1974), som vann Cheveley Park Stakes, samt hingsten Pharly (1974), som vann flera viktiga löp i Frankrike.
Germaine Wertheimer dog 1974, och 1978 skickades Lyphard för att stå som avelshingst på Gainsway Farm i Lexington, Kentucky, där han blev känd som avelshingst till ett antal framgångsrika hästar.

### Död
1996 pensionerades Lyphard som avelshingst, och avlivades 36 år gammal den 10 juni 2005, på grund av ålderssjukdomar.